# Heinrich Wesenborch
Heinrich Wesenborch OFM war 1400 Titularbischof von Daria (Daren, Danen), von 1402 bis 1421 Weihbischof im Bistum Schwerin und ab 1408 auch Propst im Kloster Rühn.

## Leben
Der Franziskaner Heinrich Wesenborch wurde am 10. Dezember 1400 vom Papst Bonifatius IX. zum Titularbischof von Daria ernannt. In einer Mecklenburgischen Urkunde erscheint Bischof Heinrich erstmals am 30. März 1402 als Weihbischof. Er erteilte zugunsten der Gertrudenkirche  zu Rostock 40 Tage Ablass und reihte sich so unter die Wohltäter des Gotteshauses ein. Bischof Gerhard Holtorp von Ratzeburg und der Titularbischof Jacobus von Constantia hatten bereits gleiche Ablässe erteilt. So auch der Diözesanbischof Rudolf III. in einer Urkunde vom 10. August 1394.
Nach einer am 25. August 1404 in Rostock ausgestellten Urkunde bewilligte Heinrich, Weihbischof des Bischofs Rudolf von Schwerin, allen denjenigen einen Ablass von 40 Tagen, die den Gottesdienst der Kalandsbruderschaft an der St. Marienkirche zu Rostock besuchten oder dieselbe durch Gaben unterstützten. Ob Bischof Heinrich zu dieser Zeit schon seinen festen Wohnsitz im Kloster Rühn hatte, ist nicht belegt. Am 19. April 1408 wurde vom Diözesanbischof Rudolf van ghodes gnaden byschop tho Zwerin vnde hertoghe tho Mekelenborgh, greue tho Forstembergh, tho Rozstok vnde Stargarde here in einer Rühner Originalurkunde als erbare inghode vader her Hinric byschop von Daren, des zuluen kloster tho Rune vorstander genannt.
Am 27. Dezember 1409, Jahresanfang war damals der 25. Dezember, übertrug Bischof Rudolf domino Hinrico episcopo Dariensis, nostro in pontificalibus vicariogenerali ...bestimmte Vollmachten in der noch schwebenden Prozeßsache mit der Stadt Stralsund. Auch am 11. Januar 1410 war Bischof Heinrich und der Archidiakon Molner in Stralsund urkundlich noch nachweisbar tätig.
Unter dem 3. Februar 1421 wurde Bischof Heinrich als Vorsteher des Klosters Rühn nochmals erwähnt. Wann und wo er verstorben ist, bleibt unbekannt.

## Siegel
Bischof Heinrich hatte ein spitzovales Siegel, unter einem reich gegliederten Giebel eine offenbar gekrönte ganze Heiligenfigur, in der linken Hand einen Kelch, rechts ein Szepter oder Rute. Darunter in einer weiteren Nische die Halbfigur eines Bischofs mit Mitra, die Rechte zum Segen erhoben, mit der Linken ein Buch haltend. Die Umschrift lautet: S FRIS HINRICI DEI GRACIA EPI DARIENSIS.

## Gedruckte Quellen
- Mecklenburgisches Urkundenbuch (MUB)
- Mecklenburgische Jahrbücher (MJB)